# Querido John (novela)
Querido John (Dear John) es una novela romántica escrita por Nicholas Sparks y publicada por primera vez en 2006 por Warner Books. Fue traducida por Iolanda Rabascall para su publicación en castellano. Está ambientada en Carolina del Norte. La trama es una adaptación a la cultura americana actual de la llamada Trilogía marsellesa de Marcel Pagnol, formada por Marius, Fanny y Cesar
En 2010 se realizó una adaptación cinematográfica de la novela, protagonizada por Channing Tatum y Amanda Seyfried.

## Trama
John Tyree es un soldado quien en su época de juventud rebelde, sin saber qué hacer de su vida, ingresó al Ejército. En uno de sus permisos regresa a su casa para estar junto a su padre en Carolina del Norte, y conoce a la mujer de sus sueños, Savannah Lynn Curtis, y supo que desde ese momento su vida cambiaría para siempre. La atracción fue mutua desde el primer momento. Pero entonces, el permiso de John termina, y él regresa al ejército, dejando a Savannah comprometida a esperarlo hasta el fin de su servicio en el Ejército.
Pero nadie estaba preparado para el 9/11. Como muchos hombres y mujeres orgullosos, John debe elegir entre su mujer y su país, decidiendo continuar enrolado. Savannah sigue enviando cartas a John cada semana y hablando por teléfono de vez en cuando. Sin embargo, poco a poco, el amor que siente por John se va enfriando y las cartas se van retrasando. Finalmente, un día, Savannah le envía una carta a John, diciéndole que todos los días que pasó con él fueron maravillosos, pero que ella se había enamorado de otro hombre. John cae en una depresión y decide no volver a su país y enfocarse solo en su trabajo. Al año siguiente, sale de permiso durante una semana, en la cual decide visitar a Savannah.
Savannah le cuenta a John que está casada con su amigo de toda la vida Tim, el cual está gravemente enfermo con cáncer y su situación económica no está bien como para hacerse todos los tratamientos recomendables. John va a ver a Tim al hospital junto con Savannah. Cuando este permiso termina, John decide vender la herencia que su padre le otorgó para salvar la vida de Tim. John al final descubre que el amor nos puede transformar de una forma en que nadie se hubiese imaginado.

## Personajes

### John Tyree
John Tyree es el personaje principal, que narra en primera persona. Es un soldado nacido en Wilmington . Su familia era pobre, su madre había abandonado a él y a su padre, y su padre trabajaba de repartidor de cartas de correo.  Se alista en el ejército, firmando un contrato por cuatro años.
Su primer permiso de salir de vacaciones fue en  y lo pasó en su casa, accedió a pasar su permiso en su casa en Wilmington a petición de su padre, los dos no se habían hablado en años.

### Savannah Lynn Curtis
Savannah Lynn Curtis nació en Lenoir en el año de 1979. Conoció a Tim Wheddon cuando tenía 3 años, y se unió al grupo Hábitat para la Humanidad en 1995. Se enamoró de John Tyree en el 2000, pero después de que John tuviera que irse al ejército por tercera vez, Savannah comenzó a enamorarse de Tim. Se casó con Tim en 2004.

### Tim Weddon
Tim Weddon nació en Lenoir, Carolina del Norte. Conoció a Savannah Lynn Curtis cuando él tenía 4 años y se integró al grupo Hábitat para la Humanidad en 1993. Se enamoró de Savannah desde chico, pero no se atrevió a demostrar su amor por ella hasta el 2004, año en que se casaron. Enfermó de melanoma un año después, en 2005. Se curó en 2006 y disfrutó del matrimonio con Savannah de nuevo.